# Johfra Bosschart

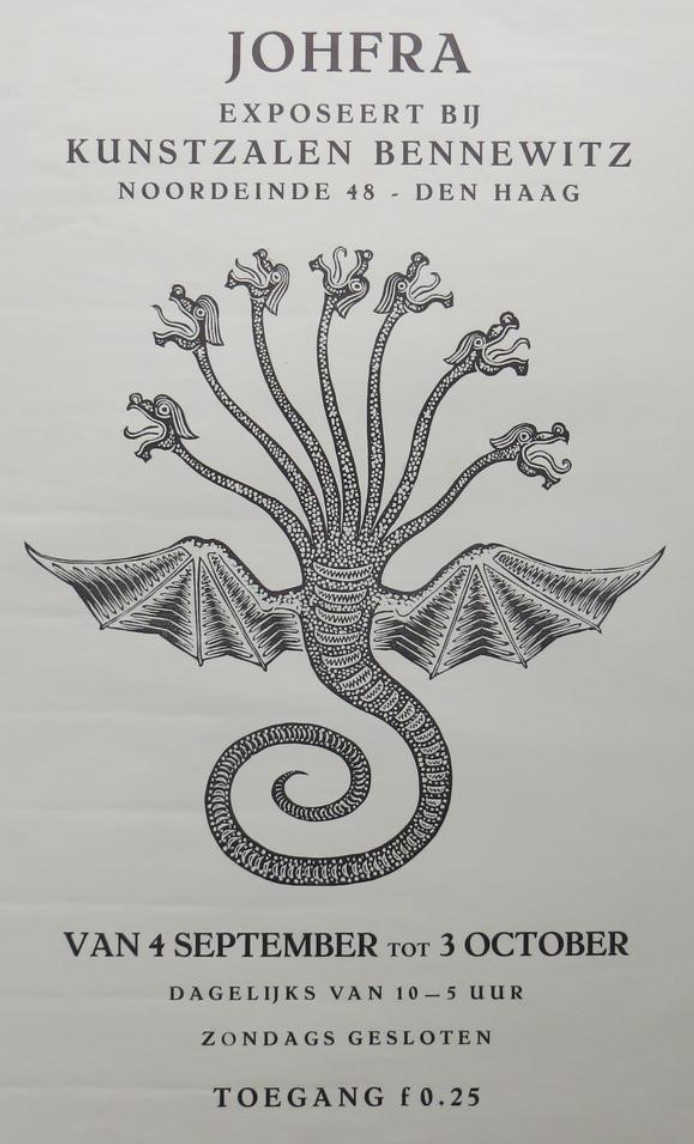
Exposición de Johfra en la Galería Bennewitz de La Haya, Países Bajos, 1953.

Johannes Franciscus van den Berg Gijsbertus (Róterdam, 15 de diciembre de 1919 - Fleurac, 6 de noviembre de 1998), más conocido como Johfra Bosschart, fue un artista holandés moderno. Después de haber residido en los Países Bajos, se estableció con su esposa, Ellen Lórien, en Fleurac (Dordoña, Francia) en 1962. Johfra describe sus obras como "el surrealismo basado en estudios de psicología, religión, la Biblia, astrología, antigüedad, magia, brujería, mitología y ocultismo".
Su nombre quizá no sea tan conocido por el público en general; pero algunas de sus pinturas sí, especialmente toda la  Serie de alegorías de los signos del Zodíaco, que se han reproducido en muchas publicaciones y revistas de corte esotérico.